# Torneo de las Cinco Naciones 1988
El Torneo de las Cinco Naciones de 1988 fue la 94° edición del principal Torneo del hemisferio norte de rugby.
El campeonato fue compartido entre las selecciones de Francia y Gales.

## Clasificación
| Lugar | Selección  | Partidos | Partidos | Partidos  | Partidos | Puntos  | Puntos    | Puntos | Tabla de puntos |
| Lugar | Selección  | Jugados  | Ganados  | Empatados | Perdidos | A favor | En contra | dif.   | Tabla de puntos |
| ----- | ---------- | -------- | -------- | --------- | -------- | ------- | --------- | ------ | --------------- |
| 1     | Gales      | 4        | 3        | 0         | 1        | 57      | 42        | +15    | 6               |
| 1     | Francia    | 4        | 3        | 0         | 1        | 57      | 47        | +10    | 6               |
| 3     | Inglaterra | 4        | 2        | 0         | 2        | 56      | 30        | +26    | 4               |
| 4     | Escocia    | 4        | 1        | 0         | 3        | 67      | 68        | -1     | 2               |
| 5     | Irlanda    | 4        | 1        | 0         | 3        | 40      | 90        | -50    | 2               |

## Resultados
| 16 de enero | Irlanda | 22 - 18 | Escocia | Lansdowne Road, Dublín |  |

| 16 de enero | Francia | 10 - 9 | Inglaterra | Parc des Princes, París |  |

| 6 de febrero | Inglaterra | 3 - 11 | Gales | Twickenham Stadium, Londres |  |

| 6 de febrero | Escocia | 23 - 12 | Francia | Estadio Murrayfield, Edimburgo |  |

| 20 de febrero | Francia | 25 - 6 | Irlanda | Parc des Princes, París |  |

| 20 de febrero | Gales | 25 - 20 | Escocia | Cardiff Arms Park, Cardiff |  |

| 5 de marzo | Escocia | 6 - 9 | Inglaterra | Estadio Murrayfield, Edimburgo |  |

| 5 de marzo | Irlanda | 9 - 12 | Gales | Lansdowne Road, Dublín |  |

| 19 de marzo | Gales | 9 - 10 | Francia | Cardiff Arms Park, Cardiff |  |

| 19 de marzo | Inglaterra | 35 - 3 | Irlanda | Twickenham Stadium, Londres |  |

## Premios especiales
- Triple Corona:  Gales
- Copa Calcuta:  Inglaterra